# Centre Court Tennis
Centre Course Tennis és un videojoc de tennis per la Nintendo 64 llançat el 1999 a Europa. Va ser llançat sota el nom de Let's Smash Let's Smash (Let'sスマッシュ) al Japó el 1998. Es va llançar una versió per a Amiga, sota el mateix nom.